# Hydata felderi
Hydata felderi là một loài bướm đêm trong họ Geometridae.